# Бре (узвик)

Бре, бе, ре, море (и остале варијанте) чест је узвик у Србији. У народним песмама и приповеткама 17. и 18. века појављује се у облицима бри и бро. Реч је балканизам грчког порекла: вокатив μορέ од μορόϛ, μῶροϛ – „луда”, скраћено у бре. Користи се у бугарском, македонском, румунском, албанском, грчком (грчки: μπρέ, βρέ μορέ) и у румелијским наречјима турског језика. Одатле је дошло и набрекивати: „осијецати се на некога вичући му бре” (Вук). У Босни и Херцеговини постоји сличан узвик ба, или болан са истим значењем.